# Binary Land
Binary Land (バイナリィランド?, Bainarī Rando) è un videogioco rompicapo del 1983 edito da Hudson Soft. Originariamente per FM-7 venne in seguito convertito per MSX, Sharp X1, Sharp MZ, PC-8801, PC-6001 e Famicom. Quest'ultima è stata distribuita solo in Giappone negli anni 2010 tramite la defunta Virtual Console per Wii, Nintendo 3DS e Wii U.
In passato la stessa versione Famicom emulata fu inclusa all'interno di una raccolta, Hudson Collection Vol. 4: Nazotoki Collection per Game Boy Advance, uscita nel 2005 di nuovo solo nel Sol Levante.

## Modalità di gioco
Vengono controllati simultaneamente due bambini umani innamorati l'uno per l'altro, Gurin e Malon, che si muovono in direzioni opposte per dei livelli all'interno di labirinti a schermata fissa dalla vista sopraelevata. L'obiettivo è quello che possano incontrarsi nella parte centrale in alto prima dello scadere del tempo, aprendo mediante entrambi una gabbia con dentro il cuore.
Il giocatore sceglie obbligatoriamente con chi tra i due personaggi vuole avviare la partita. Costoro usando a portata di mano dell'insetticida devono farsi strada per il labirinto eliminando i ragni e le ragnatele che lo infestano. E riguardo a queste ultime, se uno dei bambini dovesse finirci sopra l'altro deve raggiungerlo e liberarlo sempre spruzzando tale arma. Un lingotto d'oro che appare per qualche istante in un punto a caso dello schermo assegna punti casuali. Viene perduta una vita (esaurite le quali il gioco finisce) quando ambedue si scontrano con un ragno o sono impigliati all'unisono in una ragnatela, oppure se scaduto il timer a disposizione.
Il porting per Famicom vede tante novità rispetto a quelle degli home computer. Innanzitutto i medesimi protagonisti sono ora animali, pinguini adulti per la precisione. Vi si introducono due nuovi nemici che entrano in scena a partire da un preciso livello: l'uccello, il quale è invulnerabile ed inverte o scambia i posti del duo toccandolo, e la fiamma vagante, neutralizzabile solo per mezzo del power-up dell'invincibilità temporanea (l'icona con la sagoma della balena). Se si spruzza poi l'insetticida sui muri a blocco del labirinto, uno di questi scopre un'icona che regala punti bonus di diverso valore: la candela (1000), il pianeta (3000) ed il violino (5000); quella di Gurin invece dona una vita extra. Ad ogni cinque livelli sono giocabili dei non labirintici "livelli bonus", aventi lo stesso scopo di quelli regolari, però qui vengono raccolte icone col cuore e si libera l'altro/a dalla ragnatela (per superarli nel modo perfetto è necessario il suddetto power-up, perché ciò garantisce velocità). Inoltre quattro nuovi oggetti sostituiscono il lingotto nei guadagni di punti casuali, ovvero il dolcino, l'ombrello, la lira e l'asso di cuori. E infine, dopo il game over il punteggio finora conquistato viene inserito nella Top 5 dei migliori giocatori.

## Musica
Due sottofondi musicali sono ascoltabili in Binary Land, ovvero arrangiamenti a 8-bit di due grandi classici del genere romantico. Il primo (ufficiale per tutti i livelli) è Je te veux (Voglio te) di Erik Satie, mentre il secondo (ad ogni passato livello) è L'inno alla gioia di Ludwig van Beethoven.